# Fosforo rosso
Il fosforo rosso è una forma allotropica amorfa del fosforo non esistente in natura. Essa è ottenuta a partire dal fosforo bianco riscaldandolo a 260 °C per lungo tempo e in assenza di aria.

## Caratteristiche
Il fosforo rosso si presenta come una polvere di colore rosso o violaceo, inodore, insolubile in acqua e ha densità di 2300 kg/m³.
Nonostante sia più stabile rispetto al fosforo bianco, esso è facilmente infiammabile e può esplodere se mescolato a sostanze comburenti. La sua combustione può produrre ossidi di fosforo tossici. È etichettato secondo la normativa CEE come prodotto facilmente infiammabile con le frasi H H228 (Solido infiammabile) e H412 (Nocivo per gli organismi acquatici con effetti di lunga durata).

## Applicazioni
Il fosforo rosso è utilizzato nella preparazione dei fiammiferi, in pirotecnica (anche per le pistole lanciarazzi), come disossidante nella metallurgia dei bronzi e di certi tipi di acciaio e nella fabbricazione di svariati composti del fosforo. È anche utilizzato nella sintesi di numerose sostanze stupefacenti (ad esempio la metanfetamina) e per questo molte droghe in forma cristallina possiedono colorazioni brune o rosse.